# مسابقات باشگاهی خلیج هفدهم
مسابقات باشگاهی خلیج هفدهم هفدهمین دوره مسابقات باشگاهی خلیج برای باشگاه‌های کشورهای شورای همکاری خلیج فارس بود که در سال ۲۰۰۰ برگزار شد. این مسابقات از ۱۹ ژانویه آغاز شد و با دور نهایی در ۳۰ ژانویه ۲۰۰۰ به پایان رسید و تمام مسابقات در دوحه، قطر برگزار شد. القادسیه برای اولین بار در تاریخ خود عنوان قهرمانی را کسب کرد.

## نتایج
| تیم      | ب | پ | ت | ب | گ‌ز | گ‌خ | ت‌گ  | ام |
| -------- | - | - | - | - | -- | -- | --- | -- |
| القادسیه | ۵ | ۴ | ۱ | ۰ | ۱۰ | ۱  | +۹  | ۱۳ |
| الهلال   | ۵ | ۳ | ۲ | ۰ | ۱۲ | ۲  | +۱۰ | ۱۱ |
| المحرق   | ۵ | ۲ | ۱ | ۲ | ۸  | ۱۱ | -۳  | ۷  |
| النصر    | ۵ | ۱ | ۲ | ۲ | ۴  | ۷  | -۳  | ۵  |
| الغرافه  | ۵ | ۱ | ۱ | ۳ | ۴  | ۸  | -۴  | ۴  |
| الاهلی   | ۵ | ۰ | ۱ | ۴ | ۳  | ۱۲ | -۹  | ۱  |

### دور ۱
| ۱۹ ژانویه ۲۰۰۰ | القادسیه | ۲–۰ | الغرافه |  |

| ۲۰ ژانویه ۲۰۰۰ | الاهلی | ۱–۱ | النصر |  |

| ۲۰ ژانویه ۲۰۰۰ | الهلال | ۴–۱ | المحرق |  |

### دور ۲
| ۲۲ ژانویه ۲۰۰۰ | الغرافه | ۲–۳ | المحرق |  |

| ۲۲ ژانویه ۲۰۰۰ | القادسیه | ۲–۰ | النصر |  |

| ۲۳ ژانویه ۲۰۰۰ | الهلال | ۴–۰ | الاهلی |  |

### دور ۳
| ۲۴ ژانویه ۲۰۰۰ | القادسیه | ۴–۱ | المحرق |  |

| ۲۵ ژانویه ۲۰۰۰ | الاهلی | ۱–۲ | الغرافه |  |

| ۲۵ ژانویه ۲۰۰۰ | النصر | ۱–۴ | الهلال |  |

### دور ۴
| ۲۷ ژانویه ۲۰۰۰ | النصر | ۲–۰ | الغرافه |  |

| ۲۷ ژانویه ۲۰۰۰ | المحرق | ۳–۱ | الاهلی |  |

| ۲۸ ژانویه ۲۰۰۰ | القادسیه | ۰–۰ | الهلال |  |

### دور ۵
| ۲۹ ژانویه ۲۰۰۰ | المحرق | ۰–۰ | النصر |  |

| ۳۰ ژانویه ۲۰۰۰ | الغرافه | ۰–۰ | الهلال |  |

| ۳۰ ژانویه ۲۰۰۰ | الاهلی | ۰–۲ | القادسیه |  |